# Fort Madison
Fort Madison ist eine Kleinstadt und neben Keokuk einer von zwei Verwaltungssitzen des Lee County im äußersten Südosten des US-amerikanischen Bundesstaates Iowa am westlichen Ufer des Mississippi River. Das U.S. Census Bureau hat bei der Volkszählung 2020 eine Einwohnerzahl von 10.270 ermittelt.

## Geographie
Die Stadt erstreckt sich über eine Fläche von 33,5 km², die sich auf 23,9 km² Land- und 9,6 km² Wasserfläche verteilen.
Fort Madison liegt direkt am Ufer des Mississippi River, der die Grenze nach Illinois bildet. Über den Fluss führt die gebührenpflichtige Fort Madison Toll Bridge.
Durch Fort Madison führt der U.S. Highway 61, der hier von Südwest nach Nordost verläuft. Über den Highway 61 sind es in nordnordöstlicher Richtung bis Davenport 195 km. In die Hauptstadt von Iowa, Des Moines, sind es 269 km nach Nordosten. Nach Chicago sind es in nordöstlicher Richtung 401 km und nach St. Louis im Süden sind es 320 km.

## Besonderheiten der Stadt
Die Firma Sheaffer, die bis heute Schreibgeräte herstellt und seit 2014 zu A.T. Cross gehört, entstand 1913 in Fort Madison.
Das Staatsgefängnis – ein Gefängnis mit 950 Insassen (aller drei Sicherheitsstufen) und 510 Beschäftigten – befindet sich in Fort Madison.
In Fort Madison befindet sich auch eine Station für den Southwest Chief genannten Fernschnellzug von Amtrak, der auf der Strecke von Chicago nach Los Angeles hier den Mississippi River überquert. Die Bahnstrecke gehört im Güterverkehr zu den am stärksten befahrenen Bahnstrecken der USA. Am Bahnhof befindet sich eine Webcam, über die man den Zugverkehr im Internet beobachten kann.
Die Fort Madison Toll Bridge ist die letzte am Mississippi River verbliebene in Betrieb befindliche Drehbrücke. Sie ist zweistöckig, die untere Ebene dient der Eisenbahn, auf der oberen Ebene verläuft die Straßenverbindung.
Im Fort Madison Downtown Commercial Historic District sind gut erhaltene Fassaden aus dem 19. Jahrhundert zu sehen.

## Geschichte des Forts
Fort Madison war der erste Militärposten der USA am oberen Mississippi River.

### Das ursprüngliche Fort Madison (1808–1813)
Die Stadt entstand im frühen 19. Jahrhundert rund um den Militärposten Fort Madison, die erste ständig besetzte militärische Befestigung am oberen Mississippi River. Fort Madison war der Ort, an dem die erste Schlacht von Black Hawk gegen amerikanische Truppen im Zuge des Britisch-Amerikanischen Krieges von 1812 stattfand. Das war die erste militärische Auseinandersetzung der USA, die westlich des Mississippi River ausgetragen wurde. In Fort Madison befindet sich auch der erste US-amerikanische Militärfriedhof im oberen Mittelwesten.
Fort Madison war einer von drei Posten, die der Armee der USA die Kontrolle des durch den Louisiana-Landkauf neu hinzugewonnenen Landes ermöglichen sollte. Fort Madison sollte am oberen Mississippi River den Handel kontrollieren und die umliegenden Indianerstämme von kriegerischen Handlungen abhalten. Die anderen beiden Posten waren Fort Bellefontaine in der Nähe von St. Louis, das das Gebiet um die Mündung des Missouri River kontrollierte und Fort Osage in der Nähe des heutigen Kansas City, das die weiter westlich ansässigen Indianerstämme in Schach hielt.

### Der Standort des Forts
Ein umstrittener Vertrag mit den Sauk und deren Verbündeten von 1804 gestattete der US-Regierung die Kontrolle über das westliche Illinois und Teile des heutigen Iowa. Um diese Kontrolle militärisch abzusichern beschloss die US-Armee, eine militärische Befestigung an der Mündung des Des Moines River, einer wichtigen Handelsroute in das Innere Iowas, zu errichten.
Da kein geeignetes Land unmittelbar an der Mündung des Des Moines River verfügbar war, fand man eine Stelle unweit eines damals existierenden Indianerdorfes auf den Höhen oberhalb der Des Moines Rapids (Des Moines Stromschnellen). Diese Stelle war das Nadelöhr für die Schifffahrt am oberen Mississippi River. Da dieser Standort, an dem sich der heutige Ort Montrose befindet, jedoch für die Errichtung eines Forts ebenfalls nicht geeignet erschien, entschied die Armee, weiter oberhalb, an der Stelle der heutigen Stadt Fort Madison, den Militärposten zu errichten.
Der Standort des Forts, das zuerst Fort Belleview genannt wurde, stellte sich bald als wenig sinnvoll heraus. Es lag auf einem Hügel unweit einer Schlucht, sodass das Fort von Feinden von oben unter Feuer genommen werden konnte. Der Handel führte zu Auseinandersetzungen mit den Indianern, besonders den Sauk. Es wurde nämlich beabsichtigt, ein US-amerikanisches Handelsnetz aufzubauen, aber US-amerikanische Handelswaren galten gegenüber französischen und britischen als minderwertig, weshalb die Sauk den 1804 geschlossenen Vertrag für ungültig erklärten.

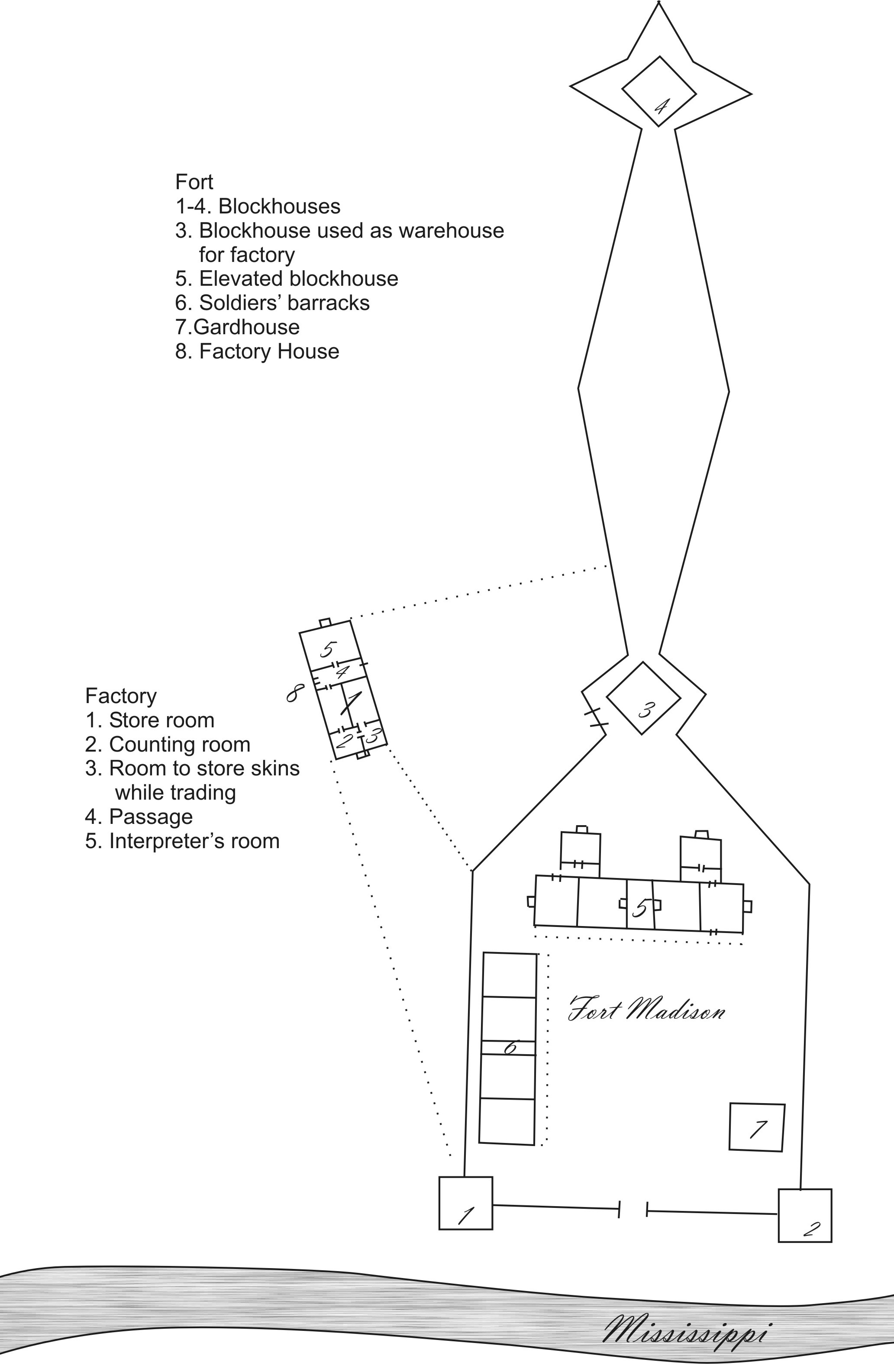
1810 aufgezeichneter Plan von Fort Madison

Der Häuptling Black Hawk beklagte sich über die Errichtung des Forts in seiner Autobiografie:

Eine Menge Menschen gingen hin, um zu sehen, was da passierte, ich war unter ihnen. Bei unserer Ankunft sahen wir, dass da ein Fort errichtet wurde. Soldaten waren emsig mit dem Sägen von Holz beschäftigt und ich beobachtete, dass sie ihre Waffen mitführten, wenn sie in den Wald gingen. Alles an ihren Handeln entsprach dem Verhalten in einem Feindesland. Die Häuptlinge berieten sich mit den Offizieren und Vorleuten, die beteuerten, dass sie Gebäude für einen Händler errichteten, der hier wohnen und uns viele Waren billig verkaufen wolle. Die Soldaten sollten zu seinem Schutz bleiben. Wir nahmen diese Nachrichten zur Kenntnis und hofften, dass man uns die Wahrheit erzählt hatte. Aber wir waren nicht so gutgläubig anzunehmen, dass der gesamte Gebäudekomplex einzig einem Handelsgeschäft dienen sollte. Voller Argwohn über die wahren Absichten und sehr besorgt verließen wir das Gebäude gingen wieder zurück.
Black Hawk, Autobiografie (1882)

### Angriffe auf Fort Madison
Fast von Beginn an wurde das Fort von den Sauk und anderen Stämmen attackiert. US-Truppen waren unmittelbar nach dem Verlassen wütenden Angriffen ausgesetzt und im April 1809 wurde ein Versuch unternommen, das Fort zu erstürmen. Nur durch den Einsatz der Artillerie konnte der Angriff gestoppt werden.
Seit seinem Bestehen wurden am Fort ständig Verbesserungen vorgenommen. So wurden die Palisaden erhöht und ein naher Hügel in die Befestigungen einbezogen. Alle Verbesserungen am Fort konnten aber den Nachteil seines Standortes nicht wettmachen. Im März 1812 wurde es erneut angegriffen und im September des gleichen Jahres Belagert. Dabei wurden alle außerhalb der Befestigung befindlichen Teile des Forts zerstört. Nur durch gezielten Artilleriebeschuss einer befestigten Stellung der Indianer konnte der Angriff abgewendet werden. Black Hawk nahm an der Belagerung teil und nahm für sich in Anspruch, die Flagge über dem Fort eigenhändig abgeschossen zu haben.

### Letzte Belagerung und Aufgabe
Im Verlaufe des Britisch-Amerikanischen Krieges versuchten die mit den Briten verbündeten Sauk und andere Stämme, die US-Amerikaner zu vertreiben und wieder die volle Kontrolle über den oberen Mississippi River zu erlangen. 1813 erfolgte eine erneute Belagerung, die die Existenz des Forts nun endgültig gefährdete.
Nach wochenlanger Belagerung gab die Armee das Fort schließlich auf. Die Besatzung brannte das Fort nieder und floh in Booten über den Mississippi River. Das genaue Datum der Aufgabe ist unbekannt aber es fand wahrscheinlich im September 1813 statt.
Bald danach beobachtete Black Hawk die Ruinen. Wir kamen mit Kanus den Mississippi herunter, bis wir die Stelle erreichten, an der Fort Madison gestanden hatte. Es wurde von den Weißen aufgegeben und abgebrannt und nichts als die Reste der Schornsteine waren noch zu sehen. Wir waren erfreut, dass die Weißen nun das Land verlassen hatten.

### Ruinen und Ausgrabungen
Nach dem Krieg bauten Siedler ihre Häuser neben den Ruinen. Die daraus entstehende Stadt wuchs und wurde nach dem Fort genannt. Im frühen 20. Jahrhundert wurde ein Denkmal an der Stelle des alten Forts errichtet. Archäologische Ausgrabungen auf dem Parkplatz der Firma Sheaffer Pen brachten das zentrale Blockhaus des Forts zutage, das einst als Offiziersquartier diente. Der Ort fand 1973 Aufnahme in das National Register of Historic Places. Eine Nachbildung des Forts befindet sich an einer anderen Stelle in der Stadt. Große Teile der dafür nötigen Arbeiten wurden von freiwilligen Insassen des nahen Staatsgefängnisses verrichtet.

### Nutzung der Stätte
An der Stelle des alten Forts sind heute Restaurierungsbemühungen im Gange. Nachdem die Sheaffer Pen-Fabrik im Jahre 2007 geschlossen wurde, ist das Gelände an Interessenten der Restaurierungspläne verkauft worden. Mit dem Argument, dass Fort Madison „Iowas bedeutendste historische Stätte“ sei, wollen sie den Parkplatz in eine Gedenkstätte für die im und am Fort gefallenen Soldaten umgestalten. Aber eine Übereinkunft für die Restaurierung ist noch nicht getroffen worden.

## Demografische Daten
Bei der Volkszählung im Jahre 2000 wurde eine Einwohnerzahl von 10.715 ermittelt. Diese verteilten sich auf 4.617 Haushalte in 2.876 Familien. Die Bevölkerungsdichte lag bei 449,2 pro km². Es gab 5.106 Gebäude, was einer Bebauungsdichte von 214,1 pro km² entspricht.
Die Bevölkerung bestand im Jahre 2000 aus 92,64 % Weißen, 2,67 % Afroamerikanern, 0,28 % Indianern, 0,61 % Asiaten und 2,53 % anderen. 1,28 % gaben an, von mindestens zwei dieser Gruppen abzustammen. 5,44 % der Bevölkerung bestand aus Hispanics, die verschiedenen der genannten Gruppen angehörten.
23,6 % waren unter 18 Jahren, 8,4 % zwischen 18 und 24, 26,1 % von 25 bis 44, 23,1 % von 45 bis 64 und 18,8 % 65 und älter. Das durchschnittliche Alter lag bei 40 Jahren. Auf 100 Frauen kamen statistisch 90,5 Männer, bei den über 18-Jährigen 86,3.
Das durchschnittliche Einkommen pro Haushalt betrug $34.318, das durchschnittliche Familieneinkommen $42.067. Das Einkommen der Männer lag durchschnittlich bei $32.530, das der Frauen bei $21.170. Das Pro-Kopf-Einkommen belief sich auf $18.124. Rund 9,8 % der Familien und 12,2 % der Gesamtbevölkerung lagen mit ihrem Einkommen unter der Armutsgrenze.

## Gemeindepartnerschaft
Fort Madison unterhält seit 1997 eine Partnerschaft mit der rheinland-pfälzischen Stadt Prüm (Deutschland).

## Söhne und Töchter der Stadt
- Ike Armstrong (1895–1983), Cheftrainer des American-Football-Teams der University of Utah
- Dennis O’Keefe (1908–1968), Schauspieler
- Marlo Morgan (* 1937), Autorin und Ärztin
- James Duderstadt (1942–2024), Physiker, Reaktortechniker und Präsident der University of Michigan
- Patty Judge (* 1943), Politikerin, Vizegouverneurin von Iowa